# تفشي فيروس ماربورغ في غينيا 2021
تفشي فيروس ماربورغ في غينيا 2021 بدأ تفشي داء فيروس ماربورغ في منطقة جيكيدو بغينيا في يوليو 2021، وانتهى في سبتمبر. أصيب فرد واحد بالمرض وتوفي بالفيروس، مع عدم وجود حالات أخرى معروفة.

## خلفية
مرض فيروس ماربورغ هو مرض شديد الضراوة وعرضة للأوبئة، ويرتبط بمعدل إماتة مرتفع للحالات يتراوح بين 24 و90٪. في المرحلة المبكرة من المرض يصعب تمييز المرض عن الأمراض الأخرى. لا توجد علاجات أو لقاح محدد ضد فيروس ماربورغ، على الرغم من أن الرعاية الداعمة تزيد من احتمالية البقاء على قيد الحياة. تم الإبلاغ عن 14 حالة تفشي للمرض منذ عام 1967 عندما تم اكتشافه لأول مرة، معظمها في أفريقيا جنوب الصحراء الكبرى.
الأنواع المستودعات المعتادة للمرض هي خفاش الفاكهة المصري. بين البشر ينتقل عن طريق الاتصال المباشر مع سوائل الجسم للفرد المصاب.

## التفشي
ظهرت الأعراض الأولى على حالة المؤشر عند شخص مزارع يبلغ من العمر 40 عامًا في 25 يوليو. توفي المريض في 2 أغسطس. في 3 أغسطس تم إجراء اختبار تفاعل البوليميراز المتسلسل مما أدى إلى ظهور نتيجة إيجابية لفيروس ماربورغ في 5 أغسطس. تم إبلاغ منظمة الصحة العالمية بالحالة الأولى في اليوم التالي. في 9 أغسطس قدم معهد باستور داكار في السنغال تأكيدًا على أن النتيجة كانت إيجابية بالنسبة لفيروس ماربورغ.
أجرت السلطات الصحية في غينيا تتبع المخالطين ورصدت 170 من المخالطين المعروفين عالي الخطورة للحالة المصابة بالفهرس. لم يتم اكتشاف حالات جديدة لضعف مدة حضانة الفيروس، وفي هذه الحالة 42 يومًا لذلك تم الإعلان عن تفشي المرض بعد حوالي ستة أسابيع من بدايته.
أشاد مدير منظمة الصحة العالمية في إفريقيا ماتشيديسو مويتي باستجابة غينيا السريعة والفعالة للفاشية.